# Stefan Fourier

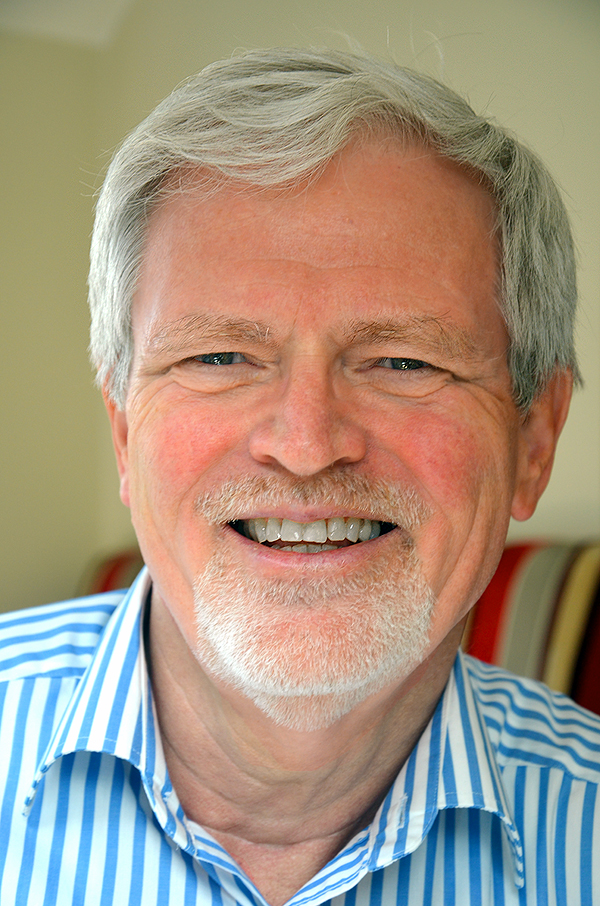
Stefan Fourier 2016 bei einem Treffen vom Freundeskreis Hannover

Stefan Fourier (* 1949 in Freiberg) ist ein deutscher Unternehmensberater, Naturwissenschaftler und Autor. Er lebt und arbeitet in Hannover.

## Leben
Stefan Fourier wuchs in der Deutschen Demokratischen Republik (DDR) auf in für die damalige Zeit seltenen bürgerlichen Verhältnissen, da sowohl sein Großvater als auch sein Vater als Kleinunternehmer tätig waren.
Fourier studierte in Dresden Physik an der dortigen Technischen Universität, wo er sich auf die Anwendung radioaktiver Isotope spezialisierte sowie auf die mathematische Erfassung von Spektralanalysen. Bis 1985 forschte er über hochpolymere Kunststoffe und promovierte schließlich auf dem Gebiet der Verfahrenschemie unter dem Titel Beiträge zur mathematischen Modellierung des Koagulationsverfahrens.
1987 floh Stefan Fourier aus der DDR „[...] aus neu gewonnener Überzeugung“ in die damalige Bundesrepublik Deutschland wo er als Managementtrainer und gemeinsam mit seiner Frau das Beratungsunternehmen Humanagement GmbH, Berlin mit den Themenschwerpunkten Wandel und Innovation gründete, insbesondere mit den Arbeitsschwerpunkten Unternehmensentwicklung, Prozessoptimierung, Change Management und Projektmanagement.
Fourier versteht sich selbst als Botschafter „[...] von Freiheit, Verantwortung und Gemeinsamkeit“, veröffentlicht seine Inhalte sowohl in Fachtexten und Sachbüchern, aber auch in Fabeln, Kurzgeschichten und Aphorismen. Ab 1994 erschienen zudem Almanache unter dem Titel „Essenz für Menschen in Verantwortung“.

## Veröffentlichungen
- Drei Oscars für den Chef. Drehbuch für erfolgreiche Führungskräfte, Econ Verlag, Berlin 2006, ISBN 978-3-430-20003-5.
- Der Eisbär und der Pinguin. Gemeinsam sind wir stark. Eine Fabel mit Illustrationen, Pendo Verlag, München/ Zürich 2007, ISBN 978-3-86612-149-2.
- Jenseits vom schnellen Gewinn. Was Unternehmen langfristig stark macht, Orell Füssli, Zürich 2010, ISBN 978-3-280-05391-1.
- Schlau statt perfekt. Wie Sie der Perfektionismusfalle entgehen und mit weniger Aufwand mehr erreichen, BusinessVillage, Göttingen 2015, ISBN 978-3-86980-328-9.
- Die Sandwich Connection. Wie Sie tragfähige Netzwerke aufbauen, BusinessVillage, Göttingen 2016, ISBN  978-3-86980349-4.
- Wir führt! Humanagement Manifest. Fundamentale Denkprinzipien für Führungskräfte, BusinessVillage, Göttingen 2019, ISBN 978-3-86980492-7.
- Human Quality Management. Mit Führungsqualität die Zukunft meistern, Gabler, Wiesbaden 1994, ISBN 978-3-322-82681-7.